# Fernand Pousse
Fernand Henri Gabriel Pousse (* 12. August 1899 in Saint-Péravy-la-Colombe; † 28. Juni 1988 in Orléans) war ein französischer Autorennfahrer.

## Karriere als Rennfahrer
Fernand Pousse war in den 1920er- und 1930er-Jahren aktiv. Als Werksfahrer von Bollack, Netter et Cie erreichte der den 14. Rang bei der Coppa Florio 1927 und gemeinsam mit Michel Doré den zweiten Gesamtrang beim 24-Stunden-Rennen von Paris im selben Jahr (Sieger beim Rennen auf dem Autodrome de Linas-Montlhéry waren Frank Clement und George Duller im Bentley 4 ½ Litre).
1934 war er Teamkollege von Clément-Auguste Martin beim 24-Stunden-Rennen von Le Mans und erreichte auf dessen Amilcar CO Spéciale Martin den 20. Gesamtrang.

## Statistik

### Le-Mans-Ergebnisse
| Jahr | Team                   | Fahrzeug                   | Teamkollege            | Platzierung | Ausfallgrund |
| ---- | ---------------------- | -------------------------- | ---------------------- | ----------- | ------------ |
| 1934 | Clément-Auguste Martin | Amilcar CO Spéciale Martin | Clément-Auguste Martin | Rang 20     |              |